# Micrurus tamaulipensis
Micrurus tamaulipensis är en ormart som beskrevs av Lavin-Murcio och Dixon 2004. Micrurus tamaulipensis ingår i släktet korallormar, och familjen giftsnokar. IUCN kategoriserar arten globalt som otillräckligt studerad. Inga underarter finns listade i Catalogue of Life.
Denna orm förekommer i bergstrakten Sierra de Tamaulipas i delstaten Tamaulipas i nordöstra Mexiko. Fyra exemplar hittade mellan 750 och 1000 meter över havet. Habitatet utgörs av skogar med ekar och tallar. Skogsgläntorna används som betesmarker.
Micrurus tamaulipensis godkänns inte av The Reptile Database. Populationen listas där som synonym till Micrurus tener.